# Severino Rigoni
Severino Rigoni (Gallio, 3 d'octubre de 1914 - Pàdua, 14 de desembre de 1992) va ser un ciclista italià que es dedicà principalment a la pista i que fou professional entre 1938 i 1957.
Anteriorment, com a amateur, va prendre part en els Jocs Olímpics de Berlín de 1936, en què guanyà una medalla de plata en la prova del persecució per equips, formant equip amb Bianco Bianchi, Mario Gentili i Armando Latini.

## Palmarès
- 1935
  -  Campió d'Itàlia de velocitat amateur
- 1936
  -  Medalla de plata als Jocs Olímpics de Berlín en persecució per equips
- 1949
  - 1r als Sis dies de Berlín (amb Ferdinando Terruzzi)
- 1950
  - 1r al Sis dies de Nova York (amb Ferdinando Terruzzi)
- 1951
  - 1r als Sis dies de Münster 1 (amb Ferdinando Terruzzi)
  - 1r als Sis dies de Münster 2 (amb Ferdinando Terruzzi)
- 1956
  - 1r als Sis dies de Rio de Janeiro (amb Bruno Sivilotti)
- 1957
  - 1r als Sis dies de São Paulo (amb Bruno Sivilotti)